# Sligo Rovers FC
L'Sligo Rovers F.C. (en irlandès: An Cumann Peile Ruagairí Shligigh) és un club de futbol irlandès de la ciutat de Sligo.

## Història
El club va ser fundat el 17 de setembre de 1928 com a resultat de la fusió de dos clubs júniors de la ciutat, el Sligo Town i el Sligo Blues. Fou escollit per disputar la lliga irlandesa l'any 1934. Cal destacar que durant la Segona Guerra Mundial el club signà al llegendari Bill "Dixie" Dean, el màxim golejador de la lliga anglesa de futbol. En el seu palmarès destaquen dues lligues d'Irlanda.

## Palmarès
- Lliga irlandesa de futbol: 2
  - 1937, 1977
- Copa irlandesa de futbol: 2
  - 1983, 1994
- Copa de la Lliga irlandesa de futbol: 1
  - 1998

## Entrenadors destacats
- 2007 Paul Cook
- 2006 Rob MacDonald
- 2004 Sean Connor
- 2001 Don O'Riordan
- 1999 Tommy Cassidy
- 1999 Jim McInally
- 1997 Nicky Reid
- 1996 Jimmy Mullen
- 1995 Steve Cotterill
- 1994 Lawrie Sanchez
- 1992 Willie McStay
- 1989 Dermot Keely
- 1988 David Pugh
- 1986 Gerry Mitchell